# Owen Tippett
Owen Tippett (* 16. Februar 1999 in Peterborough, Ontario) ist ein kanadischer Eishockeyspieler, der seit März 2022 bei den Philadelphia Flyers in der National Hockey League unter Vertrag steht. Im NHL Entry Draft 2017 wurde der Flügelstürmer an zehnter Position von den Florida Panthers ausgewählt, in deren Organisation er anschließend fünf Jahre verbrachte.

## Karriere

### Jugend
Owen Tippett wurde in Peterborough geboren und spielte in seiner Jugend unter anderem für die Peterborough MHA sowie in den Saisons 2013/14 und 2014/15 für die Toronto Red Wings. 2015 wurde der rechte Flügelstürmer an Position vier der Priority Selection der Ontario Hockey League (OHL) von den Mississauga Steelheads ausgewählt und lief für das Team mit Beginn der Saison 2015/16 auf. In seinem ersten OHL-Jahr erzielte Tippett in 48 Spielen 15 Tore und wurde infolgedessen ins OHL First All-Star Team berufen. In der Saison 2016/17, seinem Draft-Jahr, steigerte der Kanadier seine persönliche Statistik deutlich auf 75 Scorerpunkte aus 60 Spielen. Infolgedessen galt er als eines der vielversprechendsten Talente sowie als bester klassischer Torjäger im anstehenden NHL Entry Draft 2017, so sahen ihn die International Scouting Services an Position vier ihrer Rangliste, während ihn die Central Scouting Services der NHL auf Rang sieben der nordamerikanischen Feldspieler einschätzten. Im eigentlichen Draft wählten ihn dann die Florida Panthers an Position zehn aus und statteten den Angreifer wenige Wochen später mit einem Einstiegsvertrag aus.

### NHL
In der anschließenden Saisonvorbereitung erspielte sich Tippett einen Platz im Aufgebot der Panthers und gab in der Folge im Oktober 2017 sein Debüt in der National Hockey League (NHL). Nach sieben NHL-Einsätzen wurde er allerdings im November zurück zu den Steelheads in die OHL geschickt, um ihm dort weitere Spielpraxis zu gewährleisten. Dort beendete er die Spielzeit und wurde anschließend für wenige Spiele zu den Springfield Thunderbirds in die American Hockey League (AHL) geschickt, das Farmteam der Panthers. Zur Saison 2018/19 kehrte der Angreifer in die OHL zurück, wo er im Januar 2019 innerhalb der Liga von den Steelheads zu den Saginaw Spirit transferiert wurde. Dort beendete er seine Juniorenkarriere und wechselte zur Saison 2019/20 fest in die Organisation der Panthers. Diese verbrachte er ausschließlich bei den Thunderbirds, ehe er sich zur Spielzeit 2020/21 vorerst im NHL-Aufgebot der Panthers etablierte, jedoch im Verlauf auch wieder in der AHL bei den Charlotte Checkers auf dem Eis stand.
Im März 2022 gaben ihn die Panthers schließlich samt einem Erstrunden-Wahlrecht für den NHL Entry Draft 2024 sowie einem Drittrunden-Wahlrecht im NHL Entry Draft 2023 an die Philadelphia Flyers ab. Im Gegenzug wechselten Claude Giroux, Connor Bunnaman, German Rubzow sowie ein Fünftrunden-Wahlrecht im Draft 2024 zu den Panthers. Bei den Flyers etablierte er sich als regelmäßiger Scorer, so beendete er die Saison 2022/23 mit 49 Punkten in 77 Partien. Daher statteten ihn die Flyers im Januar 2024 mit einem neuen Achtjahresvertrag aus, der ihm mit Beginn der Spielzeit 2024/25 ein durchschnittliches Jahresgehalt von 6,2 Millionen US-Dollar einbringen soll.

### International
Mit der Auswahl seiner Heimatprovinz Ontario gewann Tippett bei den Canada Games 2015 die Goldmedaille. Erste internationale Erfahrungen sammelte er in der Folge bei der World U-17 Hockey Challenge 2015, wobei er mit dem Team Canada White ebenfalls die Goldmedaille errang und ins All-Star-Team des Turniers gewählt wurde. Anschließend vertrat er sein Heimatland bei der U18-Weltmeisterschaft 2016, dem Ivan Hlinka Memorial Tournament 2016 und der U20-Weltmeisterschaft 2019, wo die Medaillenränge jedoch jeweils verpasst wurden.

## Erfolge und Auszeichnungen
- 2016 OHL First All-Rookie Team
- 2020 Teilnahme am AHL All-Star Classic (verletzungsbedingte Absage)

### International
- 2015 Goldmedaille bei den Canada Games
- 2015 Goldmedaille bei der World U-17 Hockey Challenge
- 2015 All-Star-Team der World U-17 Hockey Challenge

## Karrierestatistik
Stand: Ende der Saison 2024/25

### International
Vertrat Kanada bei:
| - Canada Games 2015 - World U-17 Hockey Challenge 2015 - U18-Weltmeisterschaft 2016 | - Ivan Hlinka Memorial Tournament 2016 - U20-Weltmeisterschaft 2019 |

(Legende zur Spielerstatistik: Sp oder GP = absolvierte Spiele; T oder G = erzielte Tore; V oder A = erzielte Assists; Pkt oder Pts = erzielte Scorerpunkte; SM oder PIM = erhaltene Strafminuten; +/− = Plus/Minus-Bilanz; PP = erzielte Überzahltore; SH = erzielte Unterzahltore; GW = erzielte Siegtore; 1 Play-downs/Relegation; Kursiv: Statistik nicht vollständig)

## Familie
Sein Cousin Mitchell Stephens (* 1997) ist ebenfalls professioneller Eishockeyspieler und wurde im NHL Entry Draft 2015 in der zweiten Runde von den Tampa Bay Lightning ausgewählt.